# Pervomajskoje
Pervomajskoje (russisk: Первома́йское; russisk: Kivennapa; svensk: Kivinebb) er en by i Vyborg-distriktet i Leningrad oblast, i Rusland, på det Karelske næs. Befolkningstallet er på 5.092 (2021).
Pervomajskoje hed tidligere Kivennapa og var en del af Finland indtil afslutningen på Vinterkrigen, hvor den blev afstået sammen med resten af det Karelske næs ved Fredstraktaten i Moskva.
Under Fortsættelseskrigen løb den finske forsvarslinje VT-linjen gennem området.